# Merit
Merit(h) ist ein weiblicher Vorname.

## Herkunft und Bedeutung des Namens
- dänische/schwedische/estnische Kurzform von Margarete
- schweizerische Kurzform von Emerentia
- ägyptisch: Die Geliebte (zum Beispiel die Pharaonentöchter Meritaton = „Die von Aton geliebte“, Meritamun = „Die von Amun geliebte“)
- lateinisch: Verdienst

## Varianten
- Meret
- Merritt (Vorname)

## Namensträgerinnen
- Merith Niehuss (* 1954), deutsche Historikerin
- Merit Zloch (* 1975), deutsche Musikerin